# Conoderus amplicollis
Conoderus amplicollis är en skalbaggsart som först beskrevs av Leonard Gyllenhaal 1817.  Conoderus amplicollis ingår i släktet Conoderus och familjen knäppare. Inga underarter finns listade i Catalogue of Life.